# Michel de Ghelderode
Michel de Ghelderode (Elsene, 3 april 1898 - Schaarbeek, 1 april 1962), pseudoniem van Adémar Adolphe Louis Martens, was een productieve Franstalige auteur van Vlaamse origine. Andere namen die hij gebruikte waren Philostene Costenoble, Jac Nolan en Babylas. Hij schreef meer dan zestig toneelstukken, honderd verhalen, artikels over kunst en folklore, 20.000 brieven en poppentheater voor Koninklijk Poppentheater Toone. Zijn stijl typeert zich door een verontrustende fantasie, vaak macaber, wreed en grotesk.

## Biografie
Michel de Ghelderode werd geboren in de Gewijde-Boomstraat (Rue de l'Arbre Bénit) in Elsene in 1898 als Adémar Adolphe-Louis Martens. Negentien jaar eerder stierf Charles De Coster in dezelfde straat. De Ghelderode zou het feit regelmatig in herinnering brengen. Hij had Vlaamse ouders, werd in het Frans opgevoed en schreef in het Frans, net als zijn tijdgenoten en Franstalige Vlamingen van wie het werk wortelt in de tweevoudige Belgische cultuur: André Baillon, Georges Eekhoud, Max Elskamp, Franz Hellens, Fernand Crommelynck, Maeterlinck, Rodenbach, Charles Van Lerberghe en Émile Verhaeren.
In zijn jeugd en later had hij een kwetsbare gezondheid. Hij kreeg onder meer tyfus toen hij 16 was. Zijn jeugd kenmerkt zich door zijn angst voor zijn opvoeders: de vader, de priester, de moeder, wat zijn fobisch volwassen leven verklaart.
Hij vervulde zijn militaire dienst van 1919 tot 1921. Nadien ging hij in een Brusselse boekhandel aan de slag. Het was daar dat hij Jeanne-Françoise Gérard (1894-1980) leerde kennen. Ze trouwden in 1924, enkel voor de wet. Korte tijd voordien was hij bij het gemeentearchief van Schaarbeek als ambtenaar aangesteld. Hij bleef er tot in 1945 werkzaam.
Wellicht buiten zijn diensturen, was hij gedurende het interbellum enige tijd chargé d'affaires van de kunstgalerij Le Cabinet Malrodor, de voorloper van Het Goudblommeke in Papier.
Vanaf 1917, en officieel vanaf 1930, schreef hij onder het pseudoniem Michel de Ghelderode. Hij schreef 60 stukken in 15 jaar.
Hij schreef eerst sprookjes en verhalen en legde zich later toe op toneel. Inspiratie vond hij bij negentiende-eeuwse auteurs zoals Barbey d'Aurevilly, Poe, Villiers de l'Isle-Adam en de fantasten uit de twintigste eeuw: Frans Hellens, Thomas Owen en Jean Ray. Zijn eerste stukken werden eerst in Vlaamse vertaling opgevoerd in Brussel door het Vlaamsche Volkstooneel: La Farce de la Mort qui faillit trépasser (1925), Images de la vie de saint François d'Assise (1927), Barabbas (1929), Pantagleize (1930). De stukken La Mort du docteur Faust (1928) en Christophe Colomb (1929) werden in Parijs opgevoerd. Vanaf 1934 zijn de stukken in het Frans in Brussel te zien. Ook Escurial (1929) wordt eerst opgevoerd in het Nederlands door de KVS en later in het Frans. Tussen 1934 en 1937 verbleef de Ghelderode in de Zavelput in Brussel. Hij ondertekende zijn geschriften regelmatig met "Le Seigneur du Zavelput (sic) et autres lieux". In die jaren schreef hij belangrijke stukken zoals Masques ostendais, Sortie de l'acteur, Sire Halewyn, La Balade du Grand Macabre, Hop, Signor! en Mademoiselle Jaïre. Tegenwoordig hangt in de Zavelput een gedenkplaat. Hij kreeg er in 1936 opnieuw gezondheidsproblemen. In 1939 stopte hij met toneelstukken schrijven omdat hij zich onbegrepen voelde. Hij werkte nog drie stukken af, waaronder L'Ecole des bouffons (1942) en Le soleil se couche (1943). Nadien schreef hij enkel proza. Tussen 1949 en 1954 werden zijn stukken een hype in Parijs. Nadien verstootten Eugène Ionesco en Samuel Beckett hem van die troon. Elders in de wereld werden zijn stukken steeds meer opgevoerd. Michel de Ghelderode zelf bleef bitter om het eerdere onbegrip. Hij stierf eenzaam in 1962, niet wetende dat hij voorgedragen was voor de Nobelprijs voor Literatuur. Hij ligt begraven op het kerkhof van Laken.

## Theaterkenmerken
- Zijn stukken spelen zich meestal af in een mythisch Vlaanderen, waarschijnlijk gedistilleerd uit zijn moeders verhalen en gevoed door zijn Vlaamse vriendschappen met James Ensor en Marcel Wyseur.
- Hij verwijst vaak naar Breughel.
- Zijn personages zijn vaak volks, kleurrijk en folkloristisch. Veel scènes spelen zich af tijdens carnaval.
- Hij is een voorloper van de absurdisten. Hij gaat (meestal) niet zo ver dat hij zijn personages in situaties plaatst die indruisen tegen de natuurwetten, maar de thematiek is sterk aanwezig: het absurde en de zinloosheid van het leven.
- zijn stukken gaan bijna allemaal over het groteske en het sarcastische van leven en dood.
- Hij wordt genoemd als volgeling én voorloper van Artaud (het wreed theater). Volgeling omdat L’école des bouffons opgevat is als een concrete uitwerking van de theorieën van Artaud, als voorloper omdat dit laatste werk niet zoveel verschilt van zijn eerdere stukken.

## Romans
- Heiligen Antonius, antiklerikale publicatie vanaf 1922 door hemzelf verboden
- Kwiebe-Kwiebus (1926)
- Voyage autour de ma Flandre, tel que le fit aux anciens jours Messer Kwiebe-Kwiebus, philosophe des dunes (1947), met grappige illustraties van Victor Stuyvaert.

## Toneelstukken
- La Mort regarde a la fenetre (1918)
- Piet Bouteille (of 'Oude Piet') (1920)
- Le Cavalier bizarre (1920 of 1924)
- Têtes de bois (1924)
- Le Miracle dans le faubourg (1924)
- Le Mystère de la Passion de Notre-Seigneur Jésus Christ (1924, marionettenspel)
- Duvelor ou la Farce du diable vieux (1925, marionettenspel)
- La Farce de la Mort qui faillit trépasser (1925)
- Les Vieillards (1925)
- La Mort du Docteur Faust (1926)
- Le massacre des innocents (1926, marionettenspel)
- Images de la vie de saint François d'Assise (1926)
- Venus (1927)
- Escurial (1927)
- Christophe Colomb (1927)
- La Transfiguration dans le Cirque (1927)
- Noyade des songes (1928)
- Un soir de pitié (1928)
- Trois acteurs, un drame... (1928)
- Don Juan (1928)
- Barabbas (1928)
- Fastes d'enfer (1929)
- Pantagleize (1929)
- Atlantique (1930)
- Celui qui vendait de la corde de pendu (1930)
- Godelieve (1930)
- Le Ménage de Caroline (1930)
- Le Sommeil de la raison (1930)
- Le Club des menteurs (of Le Club des mensonges, 1931)
- Magie rouge (1931) In 1968 door Jef Ceulemans vertaald in Rode Magie[1][2]
- Le Voleur d'étoiles (1931)
- Le Chagrin d'Hamlet (1932)
- Vie publique de Pantagleize 1932(?)
- Arc-en-ciel (1933)
- Les Aveugles (1933)
- Les Femmes au tombeau (1933, marionettenspel)
- Le Siège d'Ostende (1933)
- Adrian et Jusemina (1934)
- Le Perroquet de Charles Quint (1934)
- Masques ostendais (1934)
- Petit drame (1934)
- La Balade du grand macabre (1934)
- Sire Halewyn (1934)
- Mademoiselle Jaïre (1934)
- Le Soleil se couche... (1934)
- Hop Signor! (1935)
- Sortie de l'acteur (1935)
- La Farce des Ténébreux (1936)
- La Pie sur le gibet (1937)
- L'école des bouffons (1942)
- Le Papegay triomphant (1943)
- For They Know Not What They Do (1950)
- Marie la misérable (1952)
- Angelic Chorus (1962)

## Brieven
- Correspondance de Michel de Ghelderode - index illustré des tomes 1 à 10,  uitgave door Roland Beyen.